# Васильев, Андрей Юрьевич (режиссёр)
Андре́й Ю́рьевич Васи́льев (16 октября 1960, Свердловск, СССР — 10 июня 2020, Химки, Московская область) — российский писатель, драматург, актёр, режиссёр, педагог.

## Биография
Родился в Свердловске. Выпускник ГИТИСа: актёр (1988) и режиссёр (1993).
Печатался в журналах «Урал», «Знамя», «Новый Континент».
Актёр в театре Маяковского и театре Российской Армии.
Ставил спектакли в России и Европе.

## Поставленные спектакли[3]
- «Смерть» Вуди Аллена
- «Вишнёвый сад» Антона Чехова
- «Делириум для двоих» Эжена Ионеско
- «Гроза» Александра Островского
- «Маркиза Де Сад» Юкио Мисимы
- «Последняя осень»
- «Безумие любви» Сэма Шэпарда
- «Бригадир» Дениса Фонвизина
- «Отец» Августа Стринберга
- «Старик» Максима Горького
- «Фрекен Жюли» Августа Стринберга
- «Голод» Кнута Гамсуна
- «Все кончено» Эдварда Олби
- «Мартин Иден» Джека Лондона[4]
- «Пейзаж» Гарольда Пинтера
- «Пиковая дама» Александра Пушкина
- «Вишнёвый сад» Антона Чехова
- «Васса Железнова» Максима Горького
- «Дядя Ваня» Антона Чехова
- «Чайка» Антона Чехова

## Преподавание
Преподавал актёрское мастерство в ГИТИСе.

## Написанные произведения
А. Васильев автор пьес, повестей и романов:
- Пьеса «Весна»
- Пьеса «Жизнь ещё есть»
- Пьеса «Я буду ждать»
- Пьеса «Ночные разговоры»
- Пьеса «Верность»
- Пьеса «Призраки»
- Пьеса «Неизвестные солдаты»
- Пьеса «Паранойя или верю, люблю, горжусь»
- Пьеса «Перепутье»
- Пьеса «Предчувствие»
- Пьеса «За стеклом»
- Пьеса «Заседание»
- Пьеса «Передоз»
- Пьеса «Соло для одинокого сердца»
- Пьеса «Последняя осень»
- Пьеса «Бывшие сёстры»
- [6]Повесть «Добро»
- Роман « Стрелок»
- Роман «Премьера»
- Роман «Сталь»
- Роман «Пять»

## Награды
- 1988 г. премия СТД за исполнение роли Ивана Присыпкина в музыкальном спектакле «Клоп».
- 2015 г. шорт-лист конкурсов пьес «Любимовка» и «Авторская сцена».
- 2012 г. получил пять звёзд ассоциации критиков Эдинбургского фестиваля за спектакль «Голод» по роману Кнута Гамсуна[7].